# جورج بوردمان
جورج بوردمان (بالإنجليزية: George Boardman)‏ (14 أغسطس 1943 بغلاسكو في المملكة المتحدة - ) هو لاعب كرة قدم بريطاني في مركز مهاجم داخلي. لعب مع شروزبري تاون ونادي بارنسلي ونادي كوينز بارك.

## وصلات خارجية
- جورج بوردمان على موقع قاعدة بيانات كرة القدم.إي يو (الإنجليزية)